# Haliotis jacnensis
Haliotis jacnensis (em inglês Jacna abalone) é uma pequena espécie de molusco gastrópode marinho pertencente à família Haliotidae. Foi classificada por Reeve, em 1846. É nativa do oeste do oceano Pacífico, em águas rasas.

## Descrição da concha
Esta espécie apresenta concha oval e moderadamente funda, com lábio externo encurvado a moderadamente reto e com visíveis e grosseiros sulcos espirais em sua superfície, atravessados por lamelas de crescimento que formam expansões para cima da concha e para além do lábio externo. Chegam de 1.2 até 3 centímetros e são de coloração viva e variável em creme, amarelo, salmão, laranja, abóbora, vermelho e marrom, frequentemente com alguma destas tonalidades misturada. Os furos abertos na concha, geralmente de 3 a 4, são grandes, circulares e muito elevados. Região interna madreperolada, iridescente, apresentando o relevo da face externa visível.

## Subespécies
- Haliotis jacnensis jacnensis Reeve, 1846[1]
- Haliotis jacnensis kershawi Owen, 2012[1]

## Distribuição geográfica
Haliotis jacnensis ocorre em águas rasas da zona entremarés, entre as rochas, até pelo menos 120 metros de profundidade na região oeste do oceano Pacífico, de Ryūkyū, Indonésia e Filipinas, até a Nova Caledônia e Micronésia.